# Andrés Rosquellas
Andrés Rosquellas (Madrid, 1781 - 1827) fou un violinista i compositor espanyol del Classicisme. D'una precocitat extraordinària, començà donar concerts als deu anys, causant admiració. El 1815 guanyà la plaça de viola de la Capella Reial, i poc temps després el rei el nomenà primer violí de la Cambra Reial. Va compondre diverses peces per a violí i d'altres instruments. El seu germà Pau també es distingí amb el mateix instrument i també va pertànyer així mateix a la Capella Reial; es traslladà al Brasil, i es creu que morí a Rio de Janeiro. De Pau es diu que, a més de gran violinista, era un dels jugadors de billar més famosos del seu temps.